# Athersley
Athersley is een estate in het bestuurlijke gebied Barnsley, in het Engelse graafschap South Yorkshire. 